# Matsuki Shunnosuke
Matsuki Shunnosuke (sinh ngày 24 tháng 10 năm 1996) là một cầu thủ bóng đá người Nhật Bản.

## Sự nghiệp câu lạc bộ
Matsuki Shunnosuke hiện đang chơi cho Fagiano Okayama.